# 赫奇佩思高地
赫奇佩思高地（英語：Hedgpeth Heights），是南極洲的高地，位於維多利亞地的彭內爾海岸，處於夸姆高地西南面4公里，長26公里，海拔高度1,300米，美國地質調查局根據測量和美國海軍拍攝的空中照片繪入地圖，現時由南極條約體系管理。